# Dorcadion pittinorum
Dorcadion pittinorum är en skalbaggsart som beskrevs av Carlo Pesarini och Andrea Sabbadini 1998. Dorcadion pittinorum ingår i släktet Dorcadion och familjen långhorningar. Inga underarter finns listade i Catalogue of Life.